# Pringles
Pour les articles homonymes, voir Pringles (homonymie).
Pringles est une marque commerciale de chips reconstituées. Lancée à l'origine par Procter & Gamble, elle appartient depuis 2012 au groupe Kellogg's.

## Historique
Pringles a été créé en 1968 sous le nom Pringle's avant d'adopter le nom actuel. D'après le brevet relatif, ces chips furent conçues par Alexander Liepa de Montgomery (Ohio) aux États-Unis. L'auteur de science-fiction et fantasy Gene Wolfe participa à la conception de la machine destinée à faire cuire les chips.
En avril 2011, Procter & Gamble, alors propriétaire, annonce vouloir se séparer de son unique filiale agroalimentaire restante, un segment commercial à forte concurrence notamment avec PepsiCo, le leader mondial. P&G entre en négociation avec le groupe californien Diamond Foods (en) pour une fusion avec sa filiale. Finalement, c'est un échec à la suite d'un vaste scandale de falsification des comptes de Diamond Foods qui a fait plonger le cours de son action en bourse,,.
En février 2012, Procter & Gamble annonce avoir trouvé un accord de vente de Pringles à Kellogg's pour la somme de 2,695 milliards de dollars d'ici juin 2012,.

## Présentation
Il s'agit de chips faites à partir de pommes de terre et de céréales (riz, blé, maïs) dont le processus de préparation consiste à les cuire, les déshydrater puis les frire.
Arguant du fait qu'ils ne contiennent que 42 % de pomme de terre et que leur forme n'est pas naturelle, et qu'en conséquence ce ne sont pas des chips, le fabricant a été en justice au Royaume-Uni pour y voir les Pringles exonérées de TVA en application du cas général des produits alimentaires, alors que les chips sont soumises à TVA. La première instance administrative lui a donné tort, mais en appel judiciaire, la Haute Cour de justice lui a donné raison en juillet 2008. Cependant, en mai 2009, la cour d'appel, statuant en dernière instance, a déterminé que ce sont des chips soumises à TVA,.
Ces chips sont vendues dans plus de 140 pays, la moitié des ventes étant réalisées aux États-Unis et en Grande-Bretagne. La marque emploie 1 700 personnes. Les chips sont produites dans deux usines : une aux États-Unis et une seconde en Belgique, à Malines, cette dernière emploie 400 personnes.

## Forme et emballage
Les pétales chips Pringles ont une taille et une forme standard paraboloïde hyperbolique. Cette forme a la particularité d'être tout en courbe, en tout point de sa surface ; il n'y a donc aucune zone plane. Cette caractéristique de conception favoriserait la préservation des chips tout au long de la distribution en éliminant les lignes de contrainte au long desquelles la moindre cassure se propage facilement. Cette forme facilite leur empilement dans l'emballage en forme de tube, au contraire des autres chips couramment emballés dans des emballages plastiques [réf. nécessaire].
Cet emballage, inventé par Fredric Baur, dispose les chips dans un tube droit, métallique à l'intérieur, cartonné de l'extérieur, avec un couvercle plastique. C'est un emballage très résistant, du type canister. Cet emballage a ensuite évolué pour en faire un tout en carton avec un couvercle en plastique. Il se compose de papier mélaminé collé à un mince feuillet d'aluminium, enduit de polypropylène sur sa face extérieure (face papier) ce qui permet l'étanchéité du produit, avec un couvercle type plastique mou et un fond scellé en alliage métallique [réf. nécessaire].
Le logo de la marque représente Julius Pringles un bonhomme stylisé à la tête de pomme de terre avec de larges moustaches et un nœud papillon rouge.

## Informations nutritionnelles
Les Pringles sont un produit gras et salé. Pour 100 g, on compte 34 g de lipides, 51 g de glucides et 4 g de protéines, totalisant 521 kilocalories aux 100 grammes. 100 grammes de Pringles apportent donc à eux seuls près de la moitié (49 %) des apports journaliers recommandés (AJR) en lipides.
La contenance en sel équivaut à 1,36 g de sel pour 100 g, soit 22 % des AJR.

## Gamme
Les Pringles sont commercialisés avec différentes saveurs en fonction des marchés de distribution, en plus d'éventuelles séries limitées.

### Les classiques
- Sour Cream & Onion
- Original
- Salt & Vinegar
- Hot & Spicy
- Texas BBQ
- Pizza
- Smokey Bacon
- Sweet Chili
- Roasted Chicken & Herbs
- Emmental
- Paprika
- Cheese & Onion
- Ham & Cheese
- Sea Salt & Herbs

### Autres
- Rice fusion Malaysian Red Curry
- Rice fusion Indian Chicken Tikka Masala
- Rice fusion Japanese BBQ Teriyaki
- Xtra Spicy Chilli Sauce
- Xtra Saucy BBQ
- Tortilla Chips Original
- Tortilla Chips Nacho Cheese
- Tortilla Chips Spicy Chilli